# 前田敏子
前田 敏子（まえだ としこ、1932年10月5日 - ）は、日本の女性声優。81プロデュース所属。東京都出身。

## 来歴
玉川学園高等部、多摩芸術学園卒業。
1951年12月、ラジオ東京放送劇団に1期生として入団。かつては土の会、グループだいこん、セブンセンター、高橋事務所、江崎プロダクション、同人舎プロダクション、オフィス薫、九プロダクション、ぷろだくしょん★A組に所属していた。

## 人物
声種はメゾソプラノ。
吹き替えの草創期から活動している。1950年代から1960年代にかけて、劇場公開の外国映画は字幕がほとんどであり、日本語吹替版はめったに作られなかったが、『謎の大陸アトランティス』（1961）など、数少ない日本語版公開作品でヒロインの台詞を吹き替えている。また、日本初の70mm大作『釈迦』（1961）では、ヒロインのヤショダラ姫を演じたフィリピン女優、チェリト・ソリスの台詞を吹き替えている。
趣味・特技は旅、ヨガ、ドライブ、義太夫。

## 出演

### テレビアニメ
1965年
- 宇宙少年ソラン（さくら）
- 鉄腕アトム (アニメ第1作)（クレオパトラ）

1969年
- 巨人の星（1969年 - 1971年）

1970年
- アタックNo.1

1972年
- 赤胴鈴之助（紺野秀香 / 金野秀）
- おんぶおばけ（はな）
- 樫の木モック（その母）

1973年
- けろっこデメタン（母親）

1974年
- 昆虫物語 みなしごハッチ（ナレーター）

1977年
- 家なき子（ローラ）

1978年
- 宝島（1978年 - 1979年、カレン）

1980年
- ほえろブンブン
- 無敵ロボ トライダーG7（西本）
- 森の陽気な小人たちベルフィーとリルビット（ナレーター）

1981年
- 六神合体ゴッドマーズ（1981年 - 1982年、明神静子）

1983年
- 聖戦士ダンバイン（英国女王）
- 未来警察ウラシマン（リリー）

1986年
- 愛少女ポリアンナ物語（グレー夫人）

1989年
- 昆虫物語 みなしごハッチ（1989年版）（1989年 - 1990年、ナレーション）

1990年
- わたしとわたし ふたりのロッテ（ムテジュウス先生）

1995年
- NINKU -忍空-（マザー）

2005年
- ガラスの仮面（亜弓のばあや）
- ツバサ・クロニクル（老婆）
- MAJOR シリーズ（2005年 - 2008年、佐藤千鶴） - 3シリーズ
- 雪の女王（女たち）

2006年
- うたわれるもの（おばあちゃん）
- D.Gray-man（老婆）
- 味楽る!ミミカ（段田ウメ）

2007年
- ウエルベールの物語 〜Sisters of Wellber〜 第二幕（エバ・ラゼル）
- 風の少女エミリー（ミセス・ドギア）
- デルトラクエスト（シモーヌ）
- まめうしくん（ひめばあ）

2008年
- ゴルゴ13（メリンダ）
- テレパシー少女 蘭（老婆、大神）
- ロザリオとバンパイア（お館様）

2009年
- エレメントハンター（ラクシュミー・アリ）
- 聖剣の刀鍛冶（老婆）
- ハヤテのごとく!!（シスター・フォルテシア）

2011年
- ダンタリアンの書架（祖母）
- プリティーリズム・オーロラドリーム（おばあちゃん）

2013年
- サザエさん（2013年 - 2014年、母親、中元、美里の母、老婆、客）

2014年
- Wake Up, Girls!（民謡仲間3）
- ハナヤマタ（梅さん）

2018年
- メジャーセカンド（佐藤千鶴）

### 劇場アニメ
- 劇場版 アルプスの少女ハイジ（1974年、ナレーター）
- 家なき子（1980年、ローラ[26]〉
- 六神合体ゴッドマーズ（1982年、明神静子[27]）
- 宝島（1987年、カレン[28]）
- なぜ生きる 蓮如上人と吉崎炎上（2016年、キヌ[29]）
- バースデー・ワンダーランド（2019年、ポポ母親）

### OVA
- のたり松太郎（1990年、雷神部屋のおかみさん)
- やなせたかしメルヘン劇場 クシャラひめ（2008年、隣国の王妃）
- 暁のヨナ（2015年、宿の婆） - コミックス第19巻オリジナルアニメDVD付限定版

### 吹き替え

#### 映画
- 愛の奴隷（ヒルダ・リアル）
- 赤ちゃんに乾杯! ※フジテレビ版
- 悪魔の追跡
- アバウト・シュミット（ヘレン・シュミット）
- アブレイズ（ウィンズロー）
- アベンジャーズ（アリス〈エイリーン・アトキンス〉）
- インポッシブル（老婆〈ジェラルディン・チャップリン〉）
- カンフー・キッド（祖母）
- ジャイアンツ（ジェーン・ウィザース）
- スウィート・リベンジ（アリアナ・スタントン）
- スティーヴン・キング ビッグ・ドライバー（ドリーン〈オリンピア・デュカキス〉）
- ゾウがお家にやって来た（ボニーの祖母）
- ダウト〜あるカトリック学校で〜
- 地下室のメロディー（ジネット）※テレビ東京版
- ディスクロージャー（マーフィ判事）※テレビ朝日版
- 天国の約束（ブルーナ夫人〈ドナ・ミッチェル〉）
- ナイルの宝石 ※フジテレビ版
- 謎の大陸アトランティス（王女アンティリア）
- バックマン家の人々（ヘレン〈ダイアン・ウィースト〉）※テレビ版
- バトルランナー（アグネス・マッカードル夫人）※テレビ朝日版（BD収録）
- 母の眠り（ベスト夫人）
- ハリーとトント（シャーリー〈エレン・バースティン〉）※テレビ朝日版（再放送版がBD収録）
- ビヨンド・サイレンス（リリー〈ドリス・シュハデ〉）
- 不思議の国のアリス（アリスの母〈シーラ・アレン〉）
- ブラックブック（スマール夫人）
- プレタポルテ（シモーヌ〈アヌーク・エーメ〉）
- ベートーベン4（カウンセラー）
- まぼろしの市街戦（公爵夫人）
- ミスター・サンタを探して
- ミス・ポター（ヘレン・ポター）
- ロスト・イン・スペース（カートライト校長）
- 私の愛情の対象（レイノルズ〈ジョーン・コープランド〉）

#### ドラマ
- アリー my Love
- インディ・ジョーンズ/若き日の大冒険（ヘレン・セイモア）
- スターゲイト アトランティス（チャリン）
- 探偵ストレンジ「消えた衣装事件」（マデリン〈リサ・ダニエリー〉）
- 逃亡者 TBS #14 (アン〈ペギー・マッケイ〉）#69,70 (ジェラードの妻〈バーバラ・ラッシュ〉)
- ドーソンズ・クリーク（ライアン）
- プライベート・プラクティス4（フランシス〈ルイーズ・フレッチャー〉）
- プリズナーNO.6 「思想転移動」（ジャネット〈ジナ・ウォーカー〉）

#### アニメ
- ボブとはたらくブーブーズ（ドット）

### テレビ番組
- TBS 世界・ふしぎ発見!（ボイスオーバー）
- NHK 探検ロマン世界遺産（ボイスオーバー）
- NHK 小さな旅（手紙朗読）

### テレビドラマ
- ライオン奥様劇場・女の坂道（1973年、フジテレビ） - 昌江 役

### 人形劇
- 川の子クークー（クークーの母）

### ラジオドラマ
- チャッカリ夫人とウッカリ夫人（1953年、解説）[30]
- ある月光曲（1960年、アサナ[31]）

### ラジオ番組
- ロマンス・ゲーム（1952年、前口上[32]）